# Алфавитные псалмы

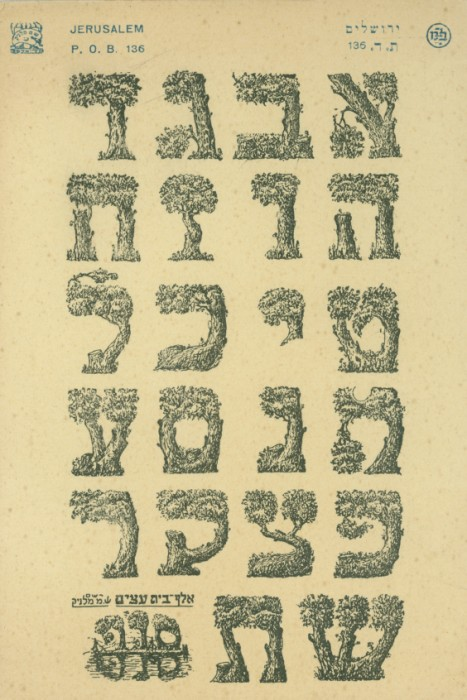
22 буквы еврейского алфавита, которыми начинаются стихи «алфавитных» псалмов

Алфави́тные псалмы́ — нравоучительные (дидактические) псалмы 9, 24, 33, 36, 110, 111, 118, 144 книги Псалтирь, где в еврейском оригинале, каждая очередная фраза (или каждый очередной стих, или группа стихов) начинаются со следующей буквы еврейского алфавита, представляя собой один из видов художественного построения речи, облегчающего её запоминание и предохраняющего от посторонних вставок или изъятий. Одна половина «алфавитных» псалмов (9, 24, 33, 36) помещена в первой (начальной) части Псалтири (псалмы 1—40), а другая половина (110, 111, 118, 144) — в пятой (завершающей) части (псалмы 106—150).
В современном масоретском тексте псалмов 24, 33, 36, 144 отсутствуют некоторые буквы еврейского алфавита, с которых начинаются стихи. В 24-м псалме отсутствуют буквы бет, вав, куф, в 33-м псалме отсутствует буква вав, в 144-м псалме отсутствует буква нун, в 36-м псалме отсутствует буква аин. Одни считают это ошибкой переписчика, другие — поздней цензурой. Псалмы 110, 111, 118 имеют полный набор и порядок букв еврейского алфавита. 118-й псалом содержит по восемь стихов на каждую букву, данный тип псалмов возник, вероятно, в эллинистическую эпоху. 9-й псалом в еврейской и западно-христианской традиции разделён на два псалма (9 и 10) с половиной алфавита в каждом, поэтому может не причисляться к «алфавитным».
«Алфавитные» псалмы заучивали наизусть и зачитывали для научения, но не пели на иудейском богослужении. Эти псалмы отражают метод преподавания книжников и фарисеев и не имеют духа спонтанной иудейской молитвы. Целью составления фарисеями «алфавитных» псалмов было стремление создать синагогальное богослужение взамен храмовым жертвоприношениям саддукеев. Псалмы 1—2, которые начинаются словом «блажен» (1-й псалом) и оканчиваются словом «блажен» (2-й псалом), являются прологом всей группы «алфавитных» псалмов: 9, 10, 24, 33, 36, 110, 111, 118, 144. Создание «алфавитных» псалмов — не сложная задача и посему не свидетельствует о поэтическом мастерстве автора.